# Холошница
Холошница (рум. Holoşniţa, Голошница) — село в Сорокском районе Молдавии. Является административным центром коммуны Холошница, включающей также село Курешница.

## География
Село расположено на высоте 64 метра над уровнем моря.

## Население
По данным переписи населения 2004 года, в селе Холошница проживает 1125 человек (533 мужчины, 592 женщины).
Этнический состав села:
| Национальность | Число жителей | Процентный состав |
| -------------- | ------------- | ----------------- |
| молдаване      | 1100          | 97,78             |
| украинцы       | 12            | 1,07              |
| гагаузы        | 7             | 0,62              |
| русские        | 4             | 0,36              |
| румыны         | 2             | 0,18              |
| Всего          | 1125          | 100 %             |